# BB Brunes
BB Brunes é uma banda francesa, de origem parisiense formada aos treze anos de idade por Adrien Gallo e Karim Réveillé. Conta com Adrien Gallo nos vocais e Guitarra, Karim Réveillé na bateria, Félix Hemmem  e Berald Crambes como guitarrista e baixista respectivamente.

## História
Em 2000, Adrien Gallo, Karim Awakened e Raphael Delorme, amigos de infância, formaram os Hangover, com canções em inglês.
Mais tarde, o grupo tomou o nome de BB Brunes, que originou a canção de Serge Gainsbourg, Initials BB. Influências musicais do grupo são pop rock dos anos 1960 e 1970, mas também grupos mais actuais, como The Strokes, Amy Winehouse, Paul Bul The Clash, David Bowie, Ray Charles, Serge Gainsbourg, Jacques Dutronc.
O primeiro single foi lançado em 2006, com o nome de "Le Gang" que serviu para promover o primeiro álbum de estúdio da banda, Blonde comme moi. Em 2007 o álbum foi reeditado com uma faixa bónus.
Em 2007, o grupo é escolhido pela marca de roupa H&M para sediar a apresentação da noite de uma nova colecção de Roma, em Outubro. O grupo interpreta esta ocasião, em inglês, várias canções do álbum, perante 700 convidados.
A sua aparição no Star Academy, 18 de Janeiro de 2008 deu-lhes uma primeira percepção da audiência adolescente. Em 2008 a digressão anunciou a canção "Cavalier Noir", escrita por Stephenie Meyer, para a saga Crepúsculo.
O grupo ganhou no Victoires de La Musique 2009 na categoria "Révélation scène de l'année" ao lado de Micky Green. A 16 de Novembro é lançado o segundo álbum de estúdio da banda, Nico Teen Love, passados dois anos sem editar.

### Membros
- Voz e guitarra: Adrien Gallo (2 de julho de 1989 (35 anos))
- Guitarra: Félix Hemmen (17 de novembro de 1989 (35 anos))
- Bateria: Karim Réveillé (14 de dezembro de 1987 (37 anos))
- Baixo: Bérald Crambes (5 de maio de 1989 (36 anos))

Ex-integrantes
- Teclado: Raphaël Delorme

## Discografia

### Álbuns
- 2007 — Blonde comme moi
- 2009 — Nico Teen Love
- 2010 — BB Brunes EP (EP em inglês)
- 2011 — Nico Teen Live (álbum ao vivo)
- 2012 — Long Courrier
- 2017 — Puzzle

### Singles
- 2006 — "Le Gang"
- 2007 — "Dis-Moi"
- 2008 — "Houna (Toutes Mes Copines)"
- 2008 — "Mr Hyde"
- 2009 — "Dynamite"
- 2009 — "Lalalove You"
- 2010 — "Nico Teen Love"
- 2010 — "Britty Boy"
- 2011 — "Cul et Chemise"
- 2012 — "Coups et Blessures"
- 2012 — "Stéréo"
- 2013 — "Aficionado"
- 2013 — "Bye Bye"
- 2017 — "Éclair Éclair"
- 2017 — "Pyromane"
- 2017 — "Extérieur Nuit"
- 2017 — "Pyjama"